# Kirk Ireton
Kirk Ireton è un villaggio e parrocchia civile dell'Inghilterra, appartenente alla contea del Derbyshire.